# Церковь Максима Блаженного
Церковь Максима Блаженного на Варварке. Максима Исповедника — православный храм в Москве, в Китай-городе, на улице Варварке. Входит в состав Патриаршего подворья храмов в Зарядье.
Главный престол освящен во имя святого Максима Блаженного, южный придел — во имя Максима Исповедника.

## История

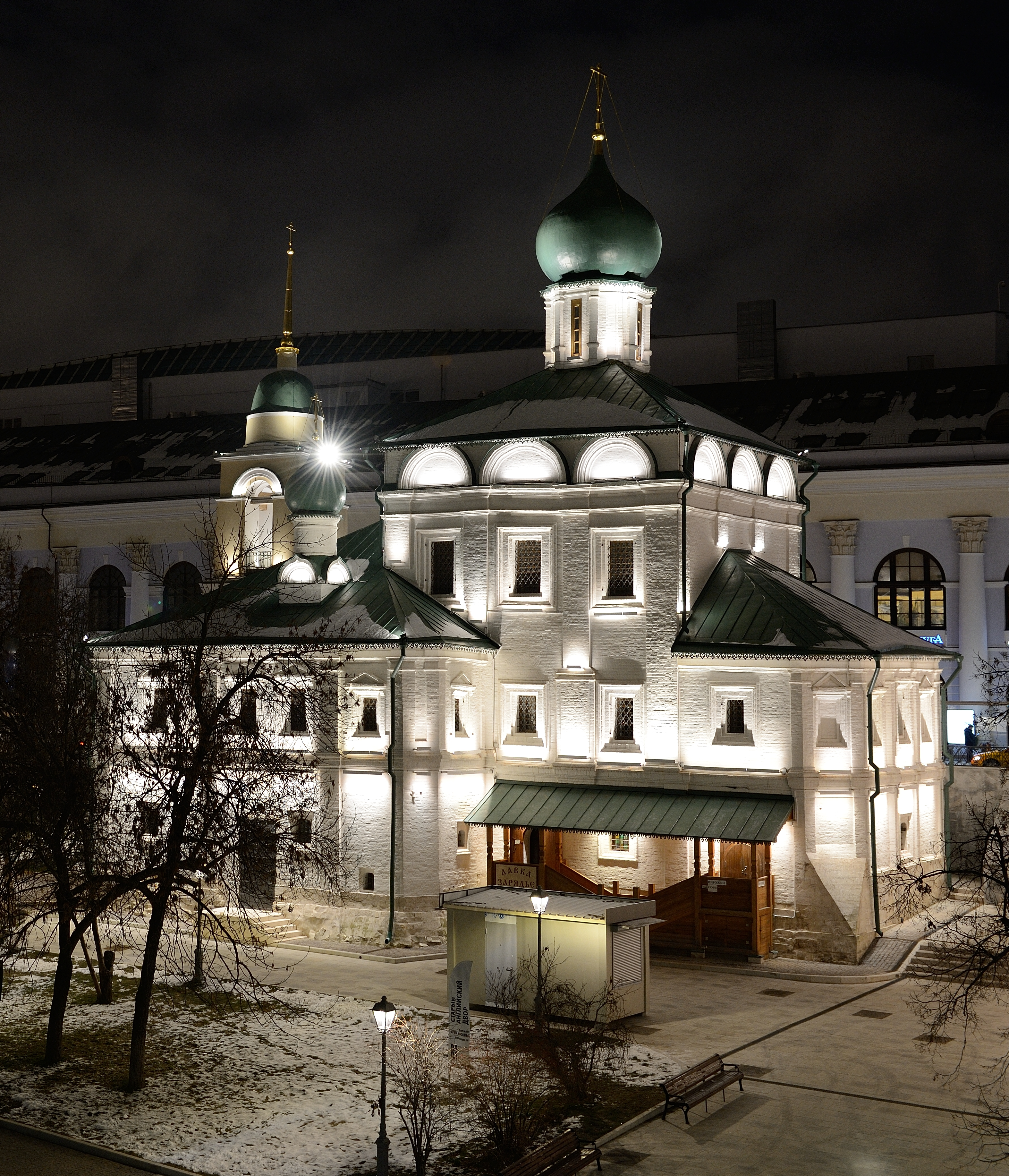
Церковь Максима Блаженного, декабрь 2017 года

Храм носит имя известного в начале XVI века московского блаженного Максима. Он был похоронен в 1434 году на Варварке возле церкви, которая раньше называлась церковью Бориса и Глеба. В 1547 году блаженного Максима канонизировали. В конце XVII века после пожара была возведена новая, каменная церковь Святого Максима Исповедника, основной её придел был освящён в честь Святого Блаженного Максима.
Церковь сильно пострадала при пожаре Москвы в 1676 году и после этого была обновлена царицей 
Натальей Кирилловной.
Новое здание храма, построенное в 1698—1699 годах на деньги купцов М. Шаровникова из Костромы и М. Верховитинова из Москвы, включило в себя часть одноимённого храма 1568 года постройки.
После пожара 1737 года храм обновлён в стиле барокко, непривычном для старомосковского облика Китай-города.
В 1827—1829 годах вместо прежней звонницы возвели новую, двухъярусную колокольню в стиле ампир. Она состоит из двух убывающих кверху ярусов с куполом, завершённым шпилем.
Храм бесстолпный, прямоугольный в плане, двусветный, со световым барабаном и луковичной главой над центральным престолом и главкой над сводчатой, одностолпной трапезной. Трёхапсидный нижний этаж в XVII—XVIII веках был местом хранения имущества горожан во время пожаров и бедствий. Фасад с широкими оконными проёмами и ложными окнами. Основной объём перекрыт сомкнутым сводом. Южный придел объединён с трапезной. Внутренние оконные откосы со скошенными наверху углами — приём, редко встречающийся в русской архитектуре XVII—XVIII веков.
В храме и трапезной сохранились фрагменты росписи XVIII—XIX веков и две белокаменные закладные доски.
В конце 1920-х годов регентом в храме был молодой инок Платон — будущий Патриарх Московский и всея Руси Пимен.
В 1930-х годах храм был закрыт советской властью, обезглавлен и разорён. В 1965—1969 годах проведена реставрация (архитектор Сергей Подъяпольский). С 1970 года здание находилось в ведении Всероссийского общества охраны природы.
Богослужения возобновились после 1994 года, проводятся по праздникам.

### Священники
- Андрей Стефанович Смирнов (1870-е). Автор книги: Сборник кратких поучений на все воскресные и праздничные дни. Книга Третья (500 поучений). Дополнение к первым двум книгам. Москва. Издание книгопродавца А.Д. Ступина. 1899 г. 878 с., XVIII.

## Галерея

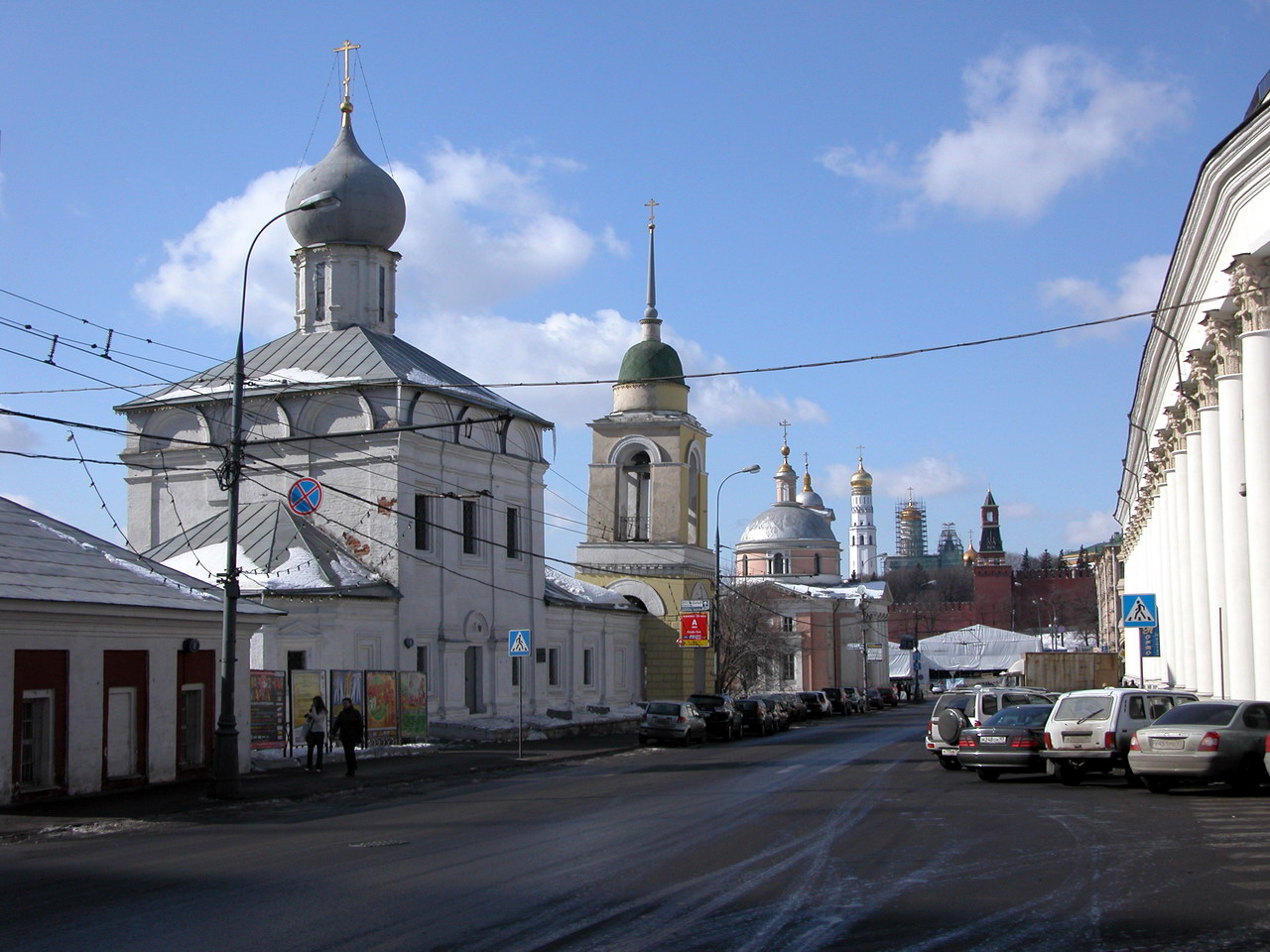
Улица Варварка, 2006 год. На переднем плане храм Максима Исповедника
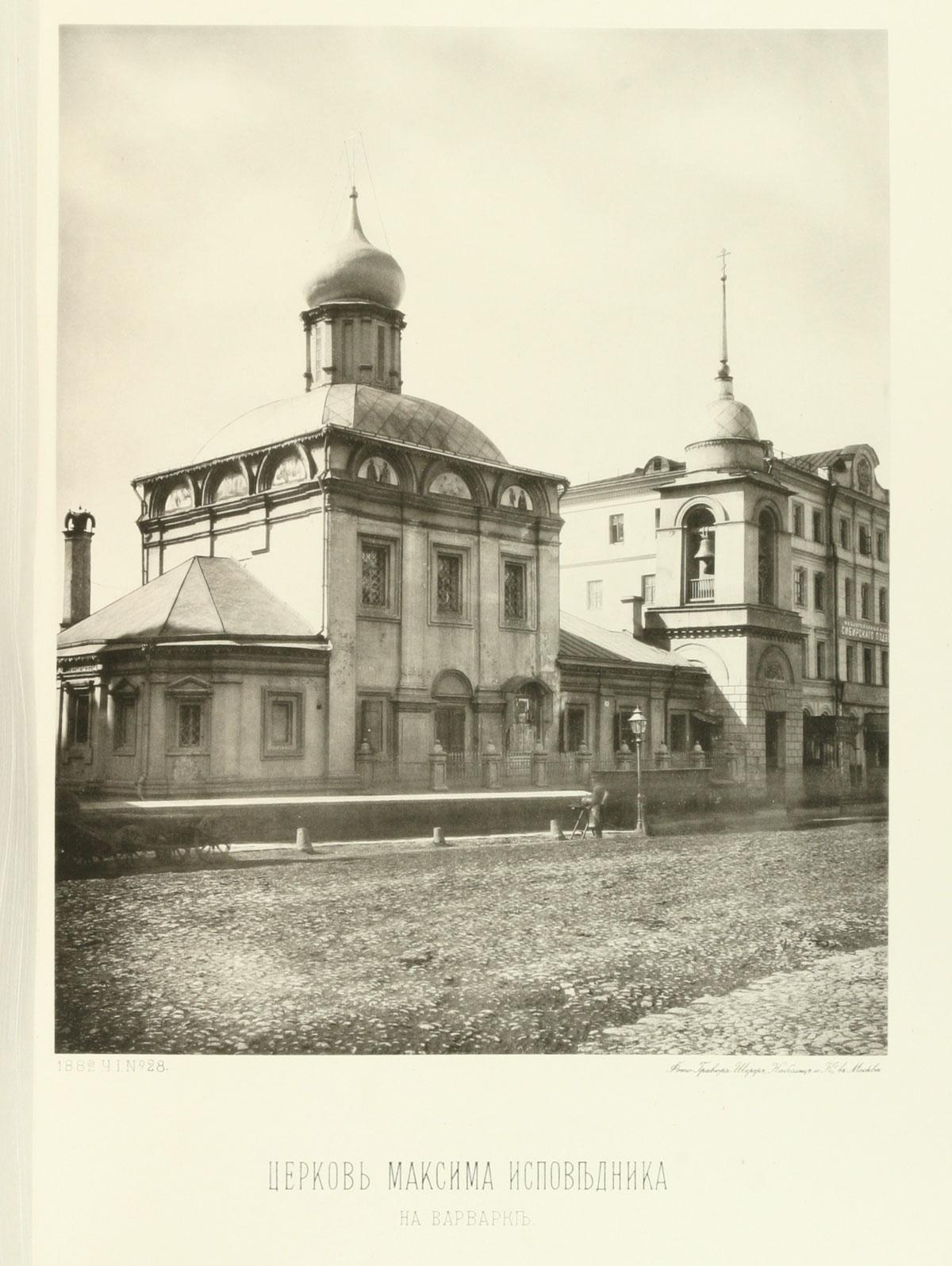
Фотография из альбома Николая Найдёнова. 1882 год
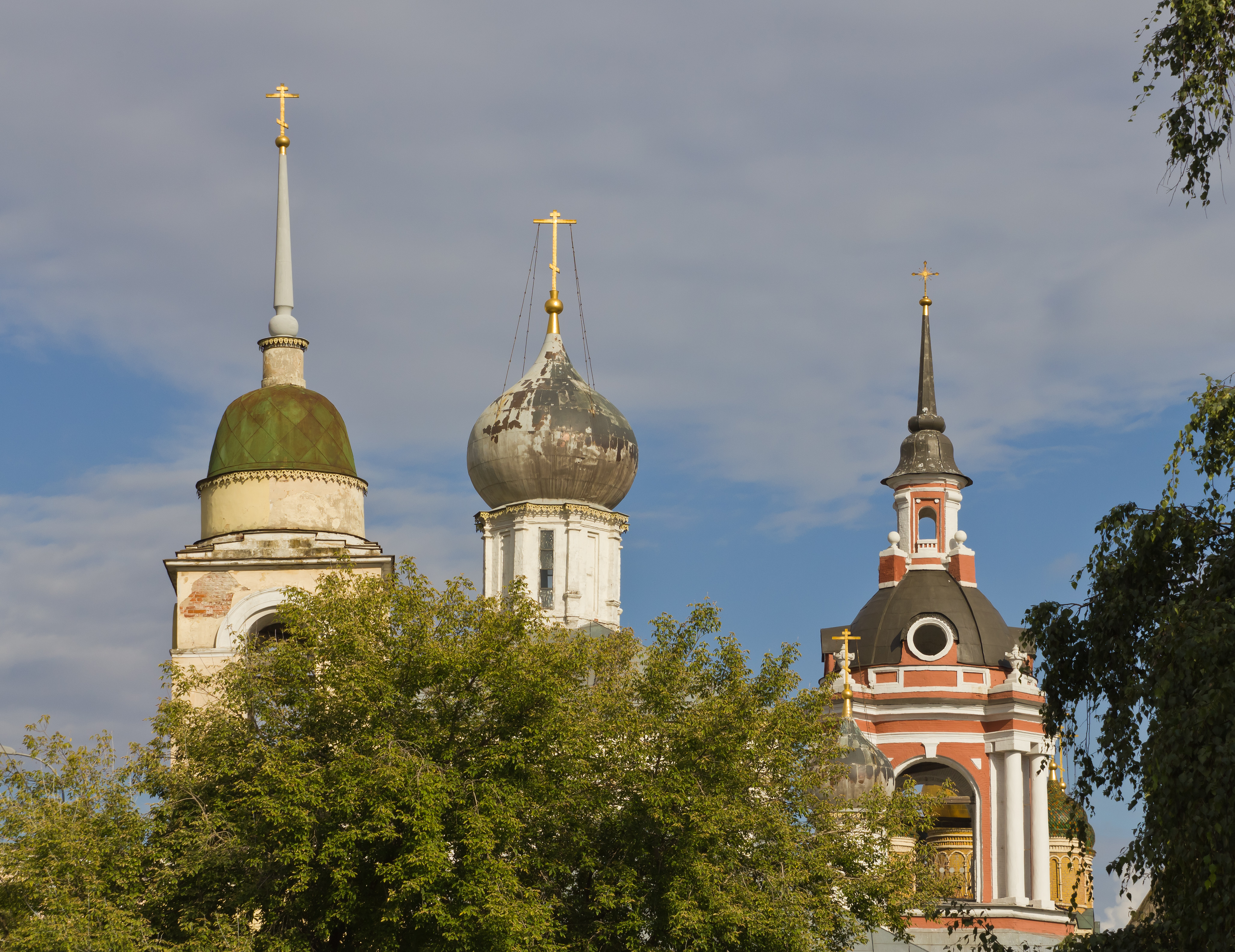
Купол храма Максима Исповедника (в середине). 2013 год.